# Якоб де Гейн молодший
Якоб де Гейн молодший або Жак де Гейн молодший (нід. Jacob de Gheyn (II); бл. 1565, Антверпен — 29 березня 1629, Гаага) — нідерландський художник і гравер доби маньєризму.

## Життєпис
Народився в місті Антверпен. Походив з родини антверпенського художника. Батько, Якоб де Гейн старший, був художник по склу і гравер. Художні навички отримав в майстерні батька.

## Голландський період
1585 року перебався місто Харлем, де стажувався в майстерні художника Хендріка Гольціуса п'ять років. Почалися мандри художника, що працював в містах Амстердам (1591—1595), Лейден (1596), знову в Амстердамі і в Лейдені наприкінці XVI ст. як гравер.
Близько 1600 року він полишив гравюру і зосередився на живопису олійними фарбами та на опануванні офорту. Виробився в універсального майстра, здатного працювати в різних техніках і з різними завданнями — від міфологічної картини до дизайну декоративного саду, паркового павільйону чи маскарадного костюму.
1605 року відбув у місто Гаага, де почав працювати по замовам дружини принца Моріца Оранського. Створив для родини Оранського сад бароко Бейтенхоф і два перші в практиці гаазького садівництва паркові гроти. По смерті принца Моріца Оранського 1625 року перейшов на службу до його брата принца Фрідріха Генріха.
З творчістю художника де Гейна молодшого пов'язують перші серед ранніх зразків чисті натюрморти з квітами, оголену натуру та композиції на тему «пам'ятай про смерть».

## Творчий спадок
В роки праці в місті Амстердам від створив 117 гравюр. За попередніми підрахунками йому належать півтори тисячі (1500) малюнків. З урахуванням втрачених, їх кількість більша 1500-ти.

## Власна родина
Дружина — Єва Сталперт ван дер Віль, походила з міста Мехелен (вінчання відбулося 1595 року). Син подружжя Яков де Гейн, народився 1596 року. Працював гравером, зберігся портрет сина роботи Рембрандта.

## Смерть
Якоб де Гейн молодший помер 29 березня 1629 року в місті Гаага.

## Вибрані твори

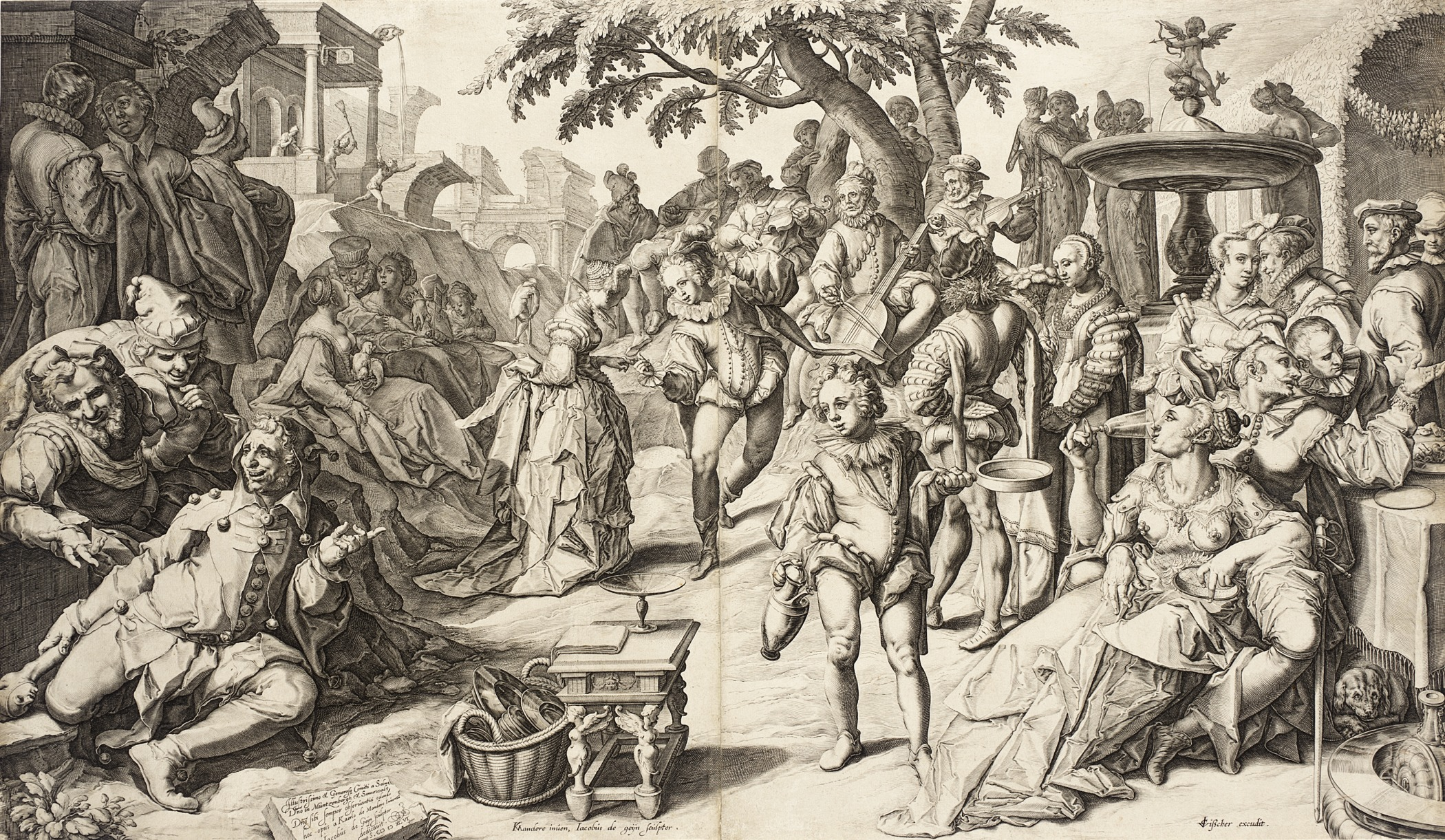
Якоб де Гейн молодший. «Бенкет блудного сина», гравюра 1596 р., Музей мистецтв округу Лос-Анжелес.

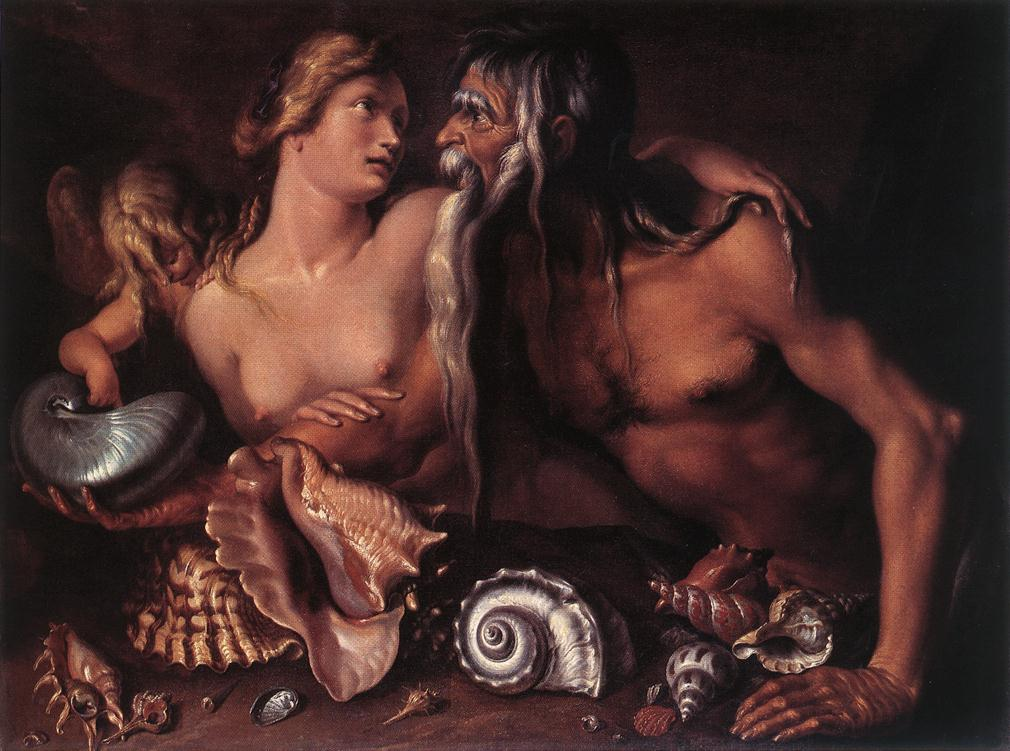
«Нептуп і Амфітріта», Музей Вальраф-Ріхартс, Кельн.

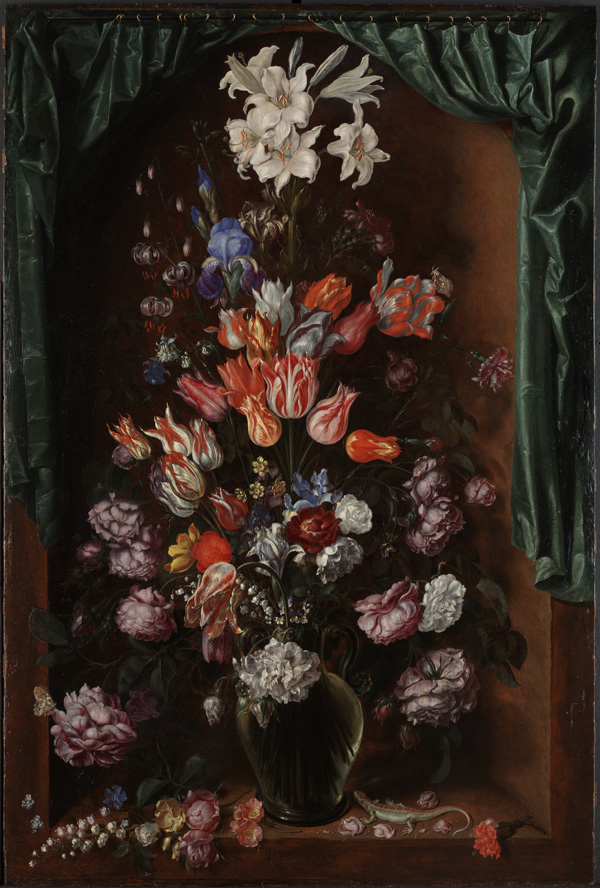
«Скляна ваза з квітами в ніші»

- «Скляна ваза з квітами в ніші», живопис 1615 р.
- «Іспанський військовий кінь», живопис 1603 р.
- «Нептун і Амфітріта», живопис початку 17 ст.
- «Венера і Купідон», живопис до 1610 р.
- «Весілля Пелея і Тетіс», гравюра 1589 р.
- «Ванітас, натюрморт пам'ятай про смерть», живопис
- «План міста Гаага», гравюра 1598 р.
- «Вояк-аркебузир», гравюра
- серія гравюр «Чотири стихії» (Земля, Вогонь, Повітря, Вода)
- серія гравюр «Дванадцять синів Якова Прекрасного»
- «Шабаш відьом», гравюра
- «Урок анатомії», гравюра
- «Ванітас, молода пані і смерть», гравюра
- «Бенкет блудного сина», гравюра 1596 р.
- серія гравюр «Маскарад»

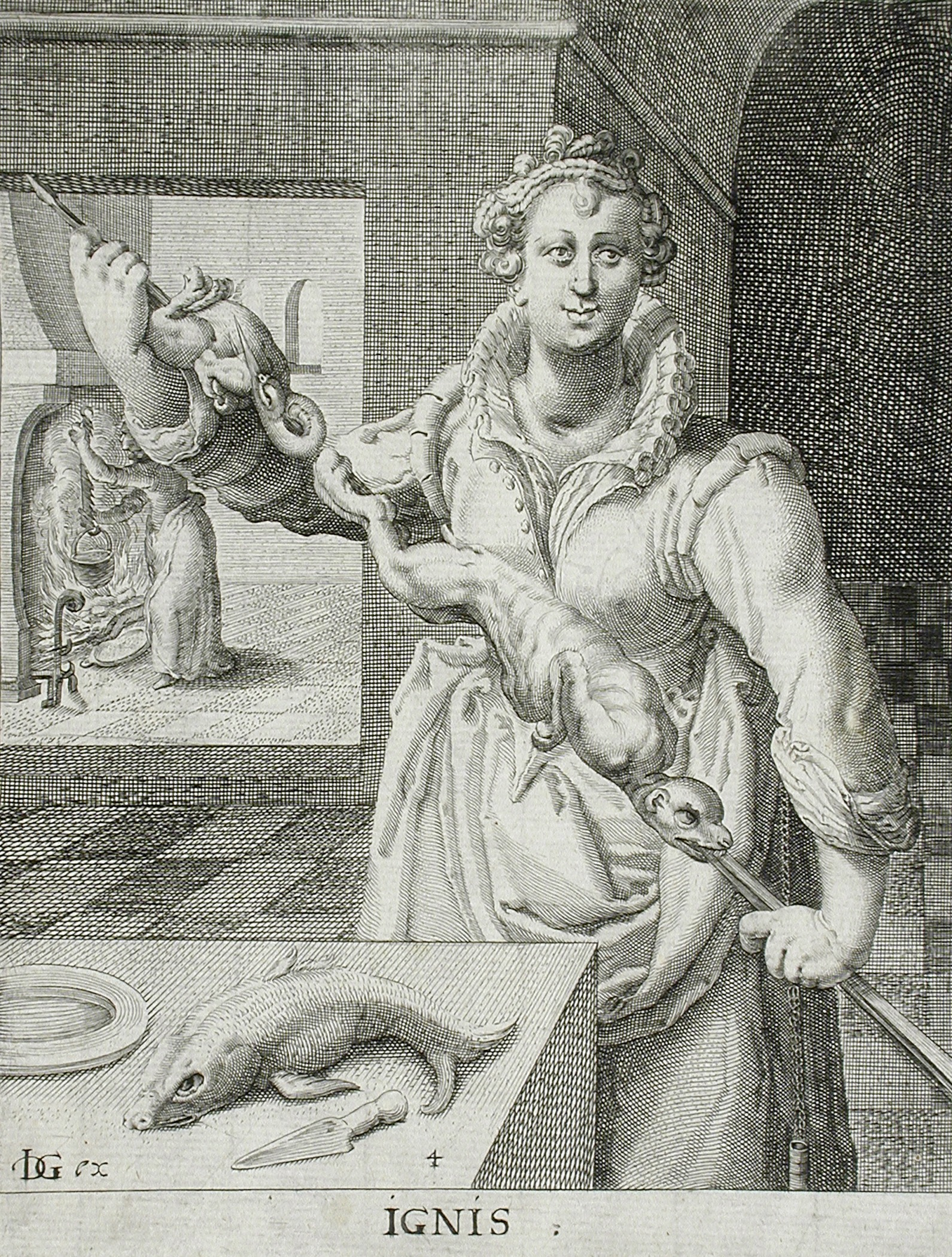
Серія гравюр «Чотири стихії», «Вогонь»
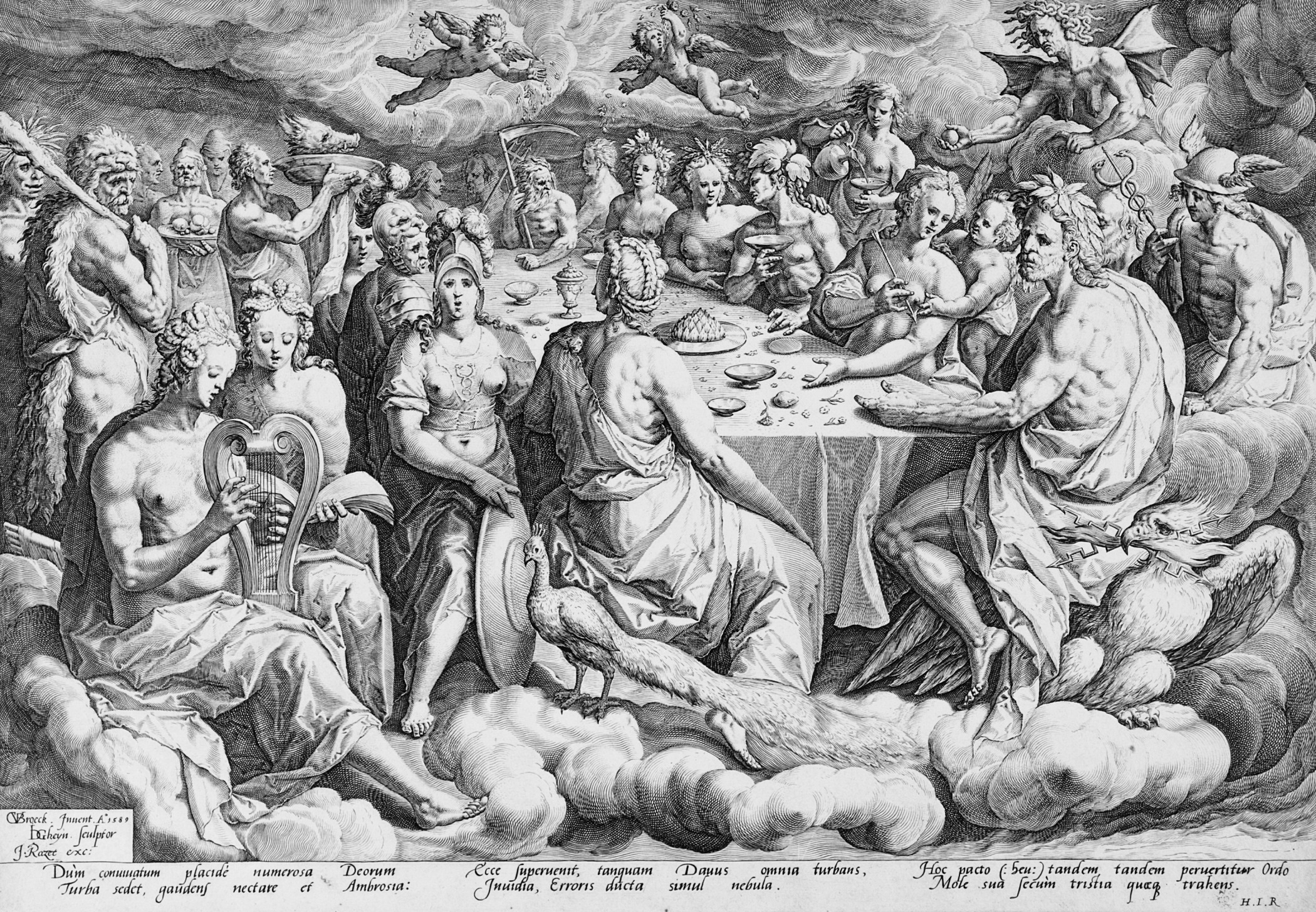
«Весілля Пелея і Тетіс»
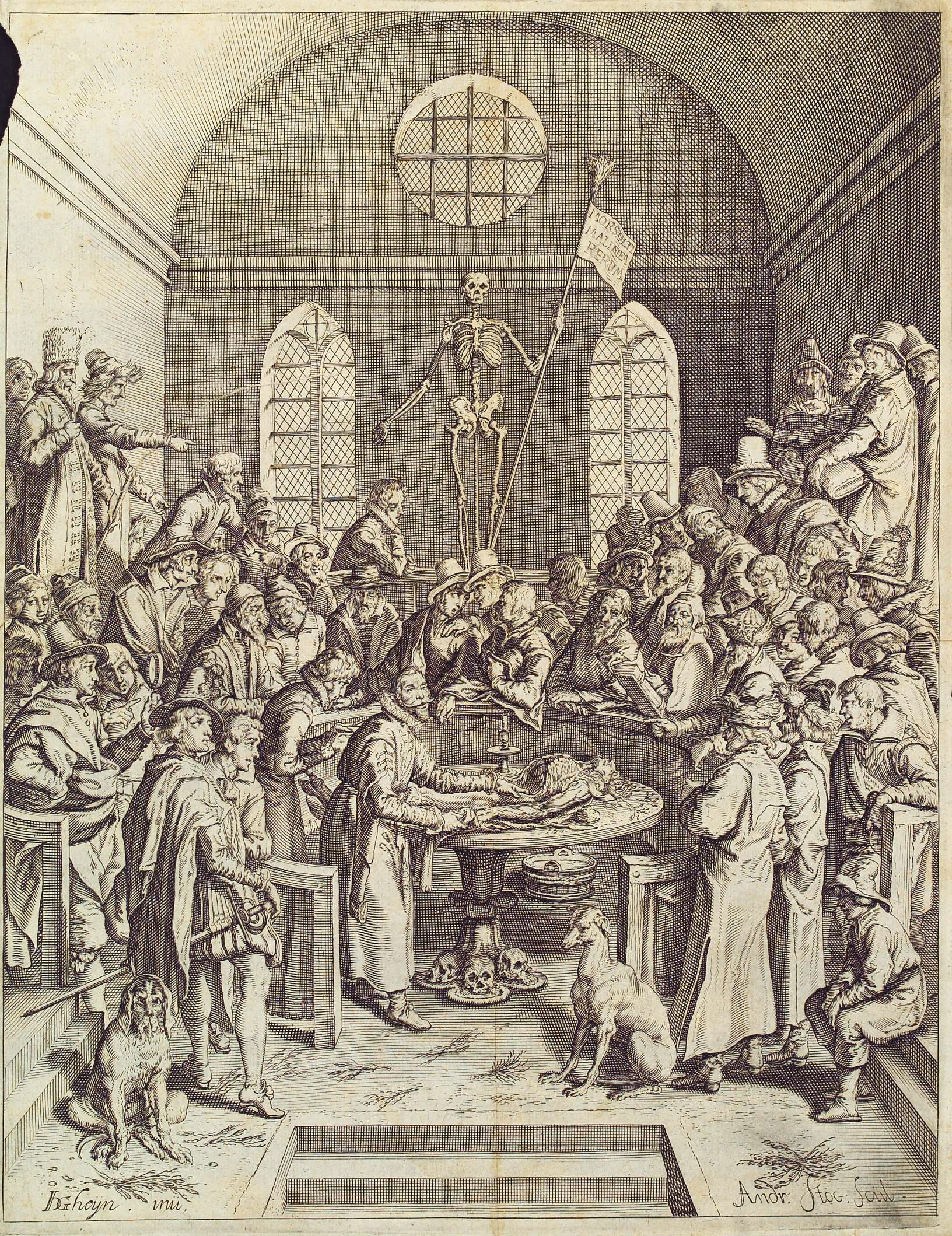
«Урок анатомії»
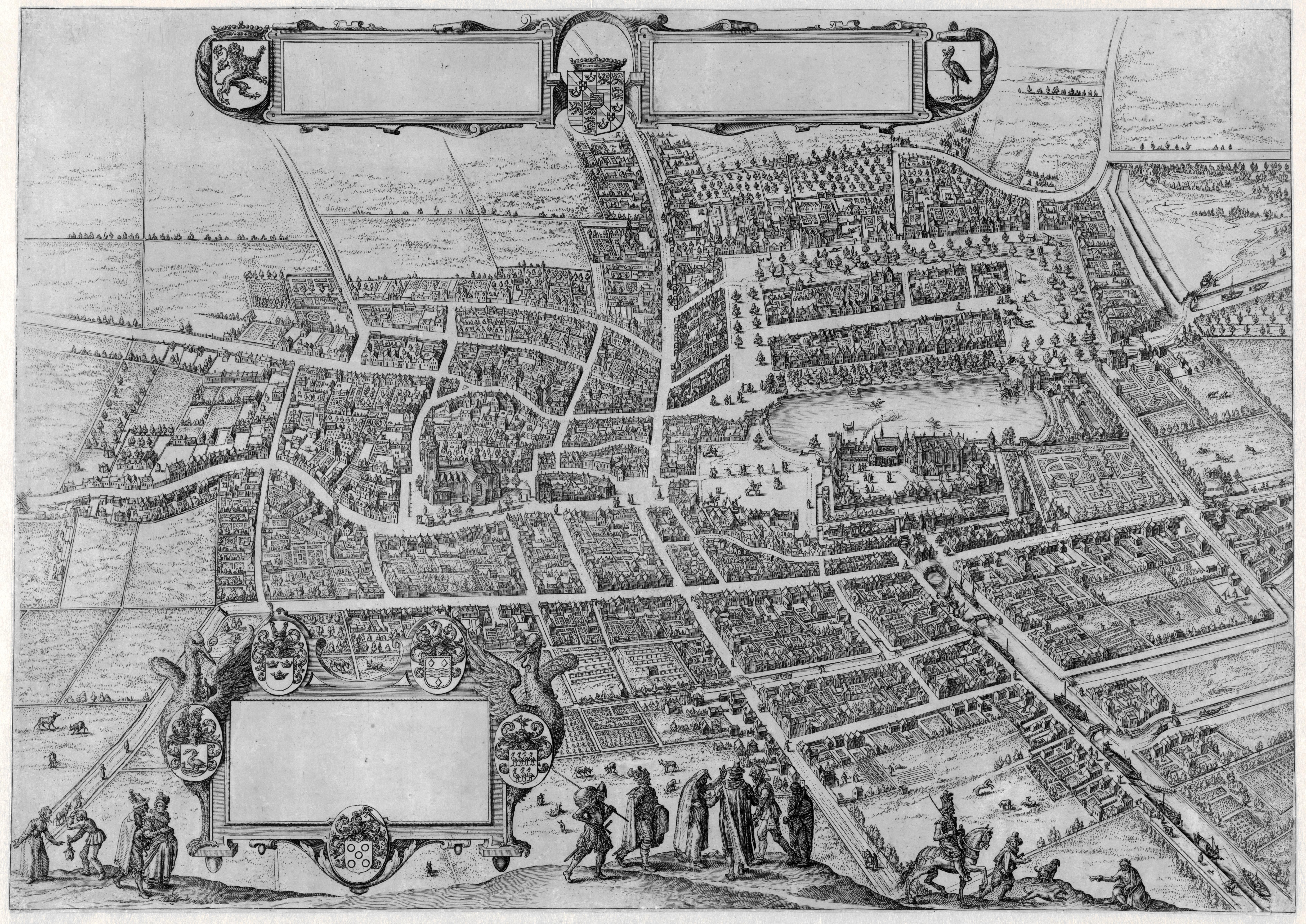
«План міста Гаага», 1598 р.